# Салинас (Бразилия)
Салинас (порт. Salinas) — муниципалитет в Бразилии, входит в штат Минас-Жерайс. Составная часть мезорегиона Север штата Минас-Жерайс. Входит в экономико-статистический микрорегион Салинас. Население составляет 37 954 человека на 2006 год. Занимает площадь 1 891,33 км². Плотность населения — 20,0 чел./км².
Праздник города — 4 октября.

## История
Город основан 4 октября 1887 года.

## Статистика
- Валовой внутренний продукт на 2003 год составлял 117 053 201,00 реалов (данные: Бразильский институт географии и статистики).
- Валовой внутренний продукт на душу населения на 2003 год составлял 3130,77 реалов (данные: Бразильский институт географии и статистики).
- Индекс развития человеческого потенциала на 2000 год составлял 0,699 (данные: Программа развития ООН).